# Бунгку-толаки
Бунгку-толаки (индон. Rumpun bahasa Bungku Tolaki) — группа близкородственных идиом, входящая в состав австронезийской языковой семьи. Данные диалекты (идиомы) распространены в основном в провинции Юго-Восточный Сулавеси, а также в соседних провинциях Центральный и Южный Сулавеси.
По данным Ethnologue, количество носителей данной группы идиомов составляло приблизительно 0,5 млн чел. на начало 2000-х годов.

## Идиомы
Группа бунгку-толаки делится на две ветви — западную и восточную. В первую входят 8 диалектов, во вторую — 7. Схематически родственные отношения диалектов выглядят следующим образом:
- Бунгку-толаки
  - Восточная группа
    - Подгруппа восточного побережья
      - Бунгку[англ.]
      - Бахонсуай[англ.]
      - Кулисусу[англ.]: собственно кулисусу, корони, талоки
      - Вавонии[англ.]
      - Мори-бавах[англ.]

    - Юго-западная подгруппа
      - Маронене[англ.]

  - Западная группа
    - Внутренние языки
      - Мори-атас[англ.]
      - Падоэ[англ.]
      - Томадино[англ.]

    - Подгруппа западного побережья
      - толаки
      - Рахамбуу[англ.]
      - Кодеоха[англ.]
      - Вару[англ.]